# Kreeger Museum

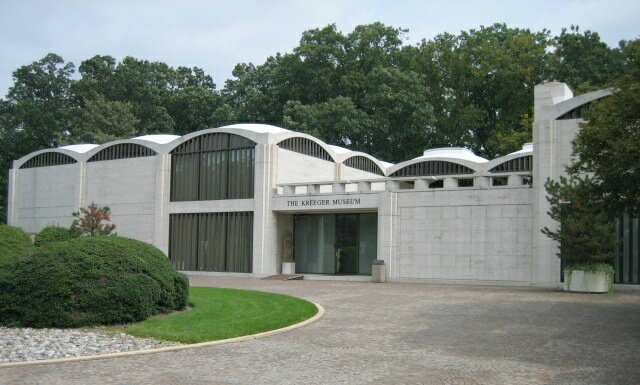
Das Gebäude des Kreeger Museum wurde ursprünglich als Wohnhaus errichtet

Das Kreeger Museum ist ein privates Kunstmuseum in Washington, D.C. Es ist nach dem Sammlerehepaar David und Carmen Kreeger benannt und befindet sich im ehemaligen Wohnhaus der Familie. Die Pläne für das Gebäude entwarfen in den 1960er Jahren die Architekten Philip Johnson und Richard Foster. Zur Sammlung gehören Kunstwerke aus der Zeit von 1850 bis zum ausgehenden 20. Jahrhundert. Hierunter befinden sich mehrere Werke von Claude Monet und anderer Künstler des Impressionismus, Arbeiten von Pablo Picasso und Werke der Abstrakten Kunst. Neben Gemälden, Zeichnungen, Druckgrafiken und Skulpturen europäischer und amerikanischer Künstler zeigt das Museum eine Gruppe von Masken aus West- und Zentralafrika.

## Geschichte
David Lloyd Kreeger kam als Sohn russisch-jüdischer Einwanderer zur Welt. Nach seinem Jura-Studium stieg er bei der Versicherung Geico innerhalb weniger Jahre bis zur Leitung des Unternehmens auf. Zusammen mit seiner Frau Carmen begann er ab 1959 mit dem Sammeln von Kunst. In den 1960er Jahren entstand bei den Kreegers die Idee für ein neues Wohnhaus, das sowohl ihren repräsentativen Bedürfnissen dienen, als auch genügend Platz für ihre Sammlung bieten sollte. Da eine spätere museale Nutzung zunächst nicht angedacht war, entschieden sich die Eheleute für ein 22 Hektar großes Grundstück in der vornehmen Foxhall Road im Nordwesten der amerikanischen Hauptstadt. In dieser ruhigen Wohngegend außerhalb des Stadtzentrum befinden sich beispielsweise auch die Residenzen des deutschen und spanischen Botschafters.
Für ihr neues Haus konnten das Paar als Architekt Philip Johnson gewinnen, der mit seinem Assistenten Richard Foster 1963 die Pläne entwarf. Die Fertigstellung des Hauses erfolgte 1967. Das langgestreckte dreigeschossige Gebäude hat eine moderne Stahl- und Betonarchitektur mit einer Verkleidung aus Travertin und vor allem zur Rückseite großen Glasflächen. Da sich das Grundstück an einem Hang befindet, wirkt das Haus von der Foxhall Road aus gesehen wie ein zweigeschossiges Gebäude. Die unterste Etage öffnet sich nur zur hinter dem Haus gelegenen Skulpturenterrasse und dem dahinter befindlichen parkartigen Garten. Im Inneren des Hauses sind die Wände ebenfalls meist mit Travertin verkleidet, teilweise findet sich eine Ausstattung mit Teakholz. Der Eingang des Hauses befindet sich in der mittleren Etage. Hier gelangt der Besucher direkt in die sich über das zweite und dritte Geschoss erstreckende Great Hall (Große Halle), an die sich die anderen Räume sowie ein gläsernes Atrium, in dem sich ein Baum und andere Pflanzen befinden, anschließen. Die Raumdecke der Great Hall verfügt über mehrere hintereinanderliegende flache Kuppelkonstruktionen, die ebenso wie die textile Wandbespannung des Raumes für eine gute Akustik sorgt. Dies war für die Bauherren besonders wichtig, da ihre Interessen nicht nur den bildenden Künsten, sondern auch der Musik galten und beide selbst ein Instrument spielten.
Nach Fertigstellung des Gebäudes nutzten David und Carmen Kreeger das Gebäude nicht nur als privaten Wohnsitz; ihr Haus entwickelte sich schnell zu einem gesellschaftlichen Treffpunkt in Washington. Hiervon zeugen noch heute Erinnerungsfotos an den Wänden, die beispielsweise das Paar mit den ehemaligen Präsidenten Jimmy Carter oder George H. W. Bush zeigen. Die Besucher des Hauses konnten nicht nur die umfangreiche Kunstsammlung bewundern, sondern die Kreegers luden auch zu privaten Konzerten ein. So gaben Isaac Stern, Pinchas Zukerman, das Tokyo String Quartet oder das Cleveland Quartet Hauskonzerte bei den Kreegers.
David Kreeger starb 1990. In der Folgezeit begann die Umwidmung des Wohnhauses in ein Museum, das am 1. Juni 1994 für das Publikum öffnete. Von den 2.200 m² Nutzfläche des Gebäudes wurden unter der Leitung von Judy A. Greenberg, der bis heute (2012) amtierenden Direktorin des Museums, 1.300 m² in Galerieräume verwandelt. Dazu sind im mittleren Geschoss des Hauses nahezu alle Möbel entfernt worden und im Untergeschoss sind weitere Ausstellungsräume entstanden. So steht in der Great Hall nur noch ein Konzertflügel, der für gelegentliche Konzerte im Museum genutzt wird und nur die ehemalige Bibliothek gibt einen Eindruck von der ursprünglichen Einrichtung des Hauses. Auch nach dem Tod von Carmen Kreeger im Jahr 2003 blieb die oberste Etage mit den ehemaligen Privaträumen für Besucher unzugänglich. Das Museum ist nur an einzelnen Tagen für Individualbesucher zugänglich. Darüber hinaus können Gruppen nach Anmeldung das Haus besichtigen. Neben der ständigen Kunstsammlung, die in wechselnden Präsentationen gezeigt wird, gibt es verschiedene Sonderausstellungen.

## Sammlung
Das Paar trugen innerhalb von 15 Jahren den größten Teil ihrer aus mehr als 300 Gemälden, Zeichnungen, Druckgrafiken und Skulpturen bestehende Kunstsammlung zusammen. Der Schwerpunkt der Sammlung liegt auf französischer Kunst des 19. Jahrhunderts und internationale Kunst der Moderne von Malern und Bildhauern des 20. Jahrhunderts. Darüber hinaus wurden Skulpturen aus West- und Zentralafrika zusammen getragen. Die Sammlung wurde nicht nach musealen Gesichtspunkten zusammengestellt, sondern spiegelt den persönlichen Geschmack der Sammler, deren Bildnisse Portrait of Carmen Kreeger von
Alfred Jonniaux und Portrait of David Lloyd Kreeger von James Anthony Wills sich ebenfalls im Museum befinden.

### Kunst des 19. und 20. Jahrhunderts
Zu den frühesten Werken europäischer Künstler im Museum gehören Werke der Schule von Barbizon. So findet sich in der Sammlung von Charles-François Daubigny die Flusslandschaft Les Sablières près de Valmondois, von Jean-Baptiste Camille Corot die Darstellung eines Fuhrwerkes Le chariot d’Arras und von Narcisso Virgilio Díaz de la Peña neben einem Stillleben Fleurs das Orientmotiv La favourite du sultan. Zudem besitzt das Museum vier Arbeiten von Félix Ziem. Hierzu gehören die Stadtansichten Hagia Sophia mit Stadtmauer von Istanbul, Der Dogenpalast gesehen vom Canale della Grazia und Dogenpalast mit Landungsbrücke sowie die Ölstudie Zwei Frauen. Hieran schließen sich das im akademischen Stil gehaltene weibliche Aktbildnis Nu assis dans un paysage von Thomas Couture und ein weiterer Akt La vague von Henri Fantin-Latour an.

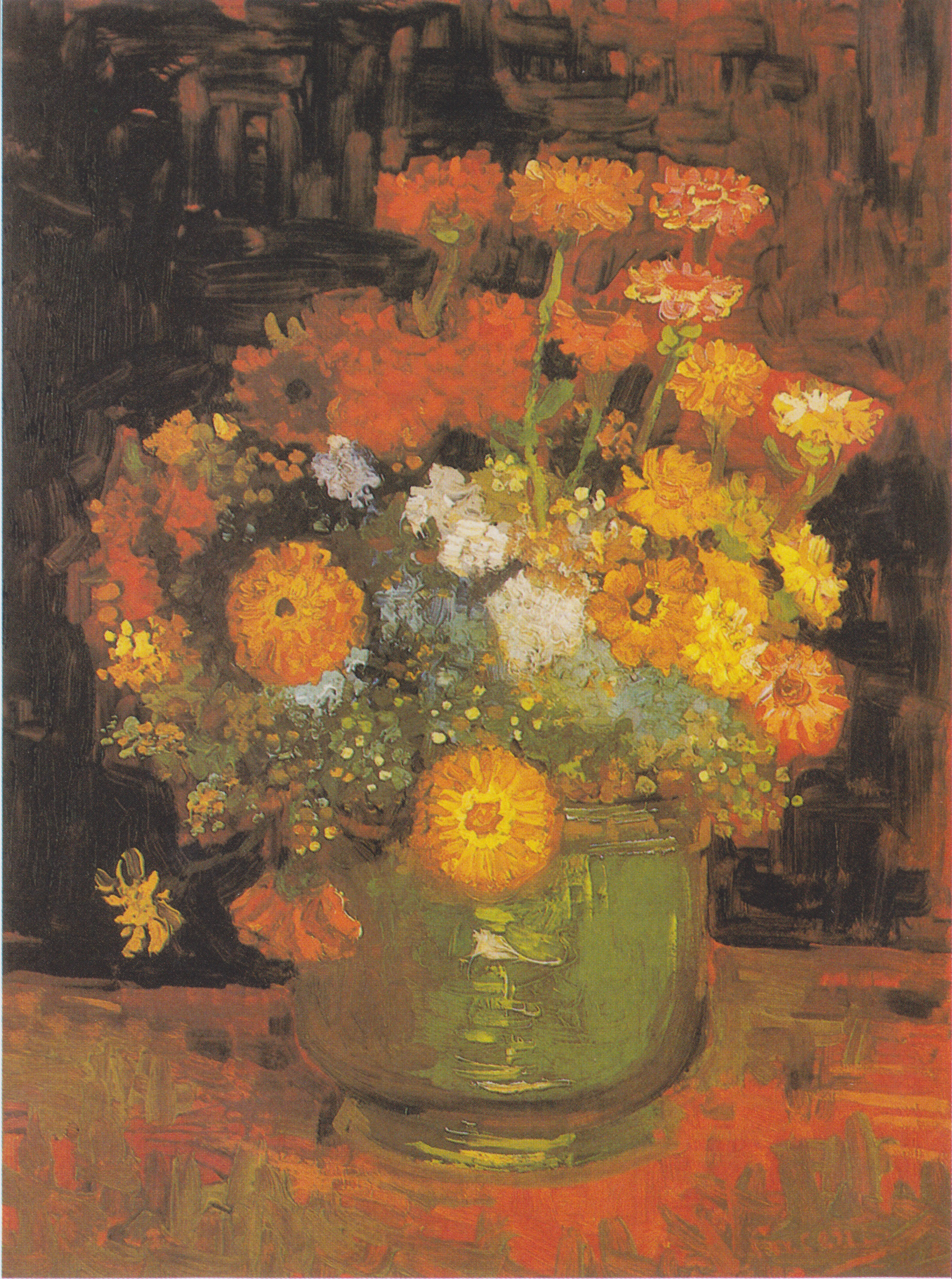
Vincent van Goh: Vase mit Zinnien

Zu den Vorläufern des Impressionismus zählen Eugène Boudin und Adolphe Monticelli. Das Museum zeigt mit Sur la Meuse eine für Boudin typische Hafenansicht, von Monticelli das Stillleben Blumen in Kupferschale und das Figurenbild Conversation galante. Von Claude Monet ist in der Sammlung ein Werkblock von neun impressionistischen Landschaftsbildern zu finden. Hierzu gehören mehrere in der Bretagne entstandene Meeresansichten wie Barques sur la plage de Pourville, marée basse, Coucher de soleil à Pourville, Falaises aux Petites-Dalles, L’Aiguille et la Porte d’Aval vues en amont sowie La Pointe du Petit Ailly, temps gris. Neben der Flusslandschaft La Seine à Port-Villez, effet rose gehören zudem die in der Umgebung von Monets Haus entstandenen Gemälde Printemps à Giverny, Prairie à Giverny und Bras de Seine près de Giverny, brouillard zur Kollektion. Weitere Landschaftsbilder des Impressionismus stammen von Alfred Sisley, dessen Le givre und Lisière de bois zur Sammlung gehören. Hinzu kommen die Stadtansichten Le Jardin des Tuileries, été von Camille Pissarro und Venise brouillard von Pierre-Auguste Renoir. Zudem besitzt das Museum von Edgar Degas die Darstellung einer sich kämmenden nackten Frau Femme se coiffant.
Zu den Werken des Spätimpressionismus gehören von Paul Cézanne das Landschaftsbild Maisons et sapins und das Stillleben Le vase bleu sombre, III sowie von Vincent van Gogh die beiden Blumenbilder Vase mit Nelken und anderen Blumen und Vase mit Zinnien. Hinzu kommen mit Au fond de la mer von Odilon Redon und Assemblée dans un parc von James Ensor Werke des Symbolismus. Von Pierre Bonnard zeigt das Museum mit Le golfe ou Paysage du midi und Marine, Cannes zwei Meeresansichten im Stil der Nabis. Zum Frühwerk von Piet Mondrian gehört das Landschaftsbild mit Windmühle Oostzijdse molen mit Sonnenuntergang. Ebenfalls ein Frühwerk ist Mann med hatt sittende på veranda von Edvard Munch. Von Amedeo Modigliani zeigt das Museum zwei Bildnisse, die beide mit Portrait du graveur Weill betitelt sind.
Darüber hinaus gibt es in der Sammlung mehrere Werke des Kubismus. Von Fernand Léger zeigt das Museum L’enfant à l’accordéon und von Georges Braque die Werke L'atelier au vase noir, Le chevalet und Stillleben mit Vase, auf dessen Rückseite sich das Bild Vanitas I befindet. Von Pablo Picasso trugen die Kreegers eine Reihe von Gemälden zusammen, die aus unterschiedlichen Werkphasen stammen. So gibt es eine frühe Caféhausszene Chez le Café de la Rotonde ou L’Hippodrome, einen Frauenkopf Tête de femme aus Picassos klassizistischer Periode, Werke im Stil des Surrealismus oder Kubismus wie Tête de femme endormie, Tête de femme au chapeau, Compotier et verres, Nature morte aux épis, Nature morte avec fruit, verre, et journal und ein weiterer Tête de femme. Zum Spätwerk Picassos gehören Nu assis appuyé sur des coussins sowie L’homme au casque d'or aprés Rembrandt, eine Arbeit nach dem vormals Rembrandt zugeschriebenen Der Mann mit dem Goldhelm. Weitere Werke des Surrealismus sind Le secret von Paul Delvaux, Le regard de soie von Yves Tanguy und Le chevalier rouge von Man Ray. Ergänzt wird der Bereich der klassischen Moderne durch die Arbeiten Relationen von Wassily Kandinsky, Komposition von Marc Chagall sowie L’eau dans le gaz und Milady von Jean Dubuffet.
Die Gemälde Spielende Kinder und Grünes Meer mit gelben Kahn von Max Beckmann stehen zu Beginn einer Reihe von Bildern im Stil des Expressionismus. Neben Arbeiten amerikanischer Künstler wie The Prophet von David Park, Storm Composition No. 2 von Abraham Rattner und Girl with Mirror sowie Bay von Elmer Bischoff gehören auch Werke israelischer Maler wie Fischerfamilie aus Jaffa und Früher Morgen in Galiläa von Reuven Rubin und Raben über dem Tal von Emek Mordecai Ardon zur Sammlung. Bedeutend ist zudem der Bestand an abstrakter Malerei. Hierzu zählen Bilder wie Homage to the Square: Wet and Dry von Josef Albers, Universal Joint und Mushroom Barricade von Thomas Downing, zwei Werke Untitled von Gene Davis, Cape, Graining und Beam von Sam Gilliam und ein weiteres Bild Untitled von Larry Poons. Hinzu kommen Werke wie Untitled und Image in Khorkom von Arshile Gorky, Elongation von Hans Hofmann, Bowling Ball Galaxy und Bowling Ball Eclipse von James Rosenquist, Fleurs dans un vase rouge von Nicolas de Staël, Flin-Flon XIII von Frank Stella und Untitled von Clyfford Still.
Neben der Gemäldesammlung trugen die Kreegers in kleinem Umfang Arbeiten auf Papier zusammen. Hierzu gehören Zeichnungen, Gouachen und Pastelle von Künstlern wie Eugène Boudin, Edward Burra, Marc Chagall, Paul Gauguin, Wassily Kandinsky, Paul Klee, Wifredo Lam, Joan Miró, Piet Mondrian, Edvard Munch, Pablo Picasso, Camille Pissarro, Odilon Redon und Alfred Sisley. Hinzu kommt Druckgrafik von George Wesley Bellows, William Christenberry, James Ensor, Adolph Gottlieb, Joan Miró, Jakob Steinhardt und Henry Moore.
Die Skulpturen der Sammlung Kreeger sind sowohl im Haus, wie auch im Park des Museums zu sehen. Im Bereich der im Haus gezeigten Kleinplastiken gehört die Figur eines sitzenden Bären Ours assis no. 2 von Antoine-Louis Barye zu den frühesten Arbeiten. Hieran schließt sich ein Bronzekopf Il birichino von Medardo Rosso und die weibliche Figur Buste de Vénus victorieuse von Pierre-Auguste Renoir an. Von Auguste Rodin besitzt das Museum die beiden Einzelfiguren Eustache de Saint Pierre und Jean d’Aire aus der Figurengruppe Die Bürger von Calais sowie einen Bronzekopf von Honoré de Balzac Tête de Balzac sowie eine männliche Figur L’athlète. Ebenfalls gegenständliche Plastiken sind Kneeling Figure und Beatrice von Oronzio Maldarelli, Jeune femme agenouillée von Aristide Maillol, Fifth Portrait of Mrs. Jacob Epstein von Jacob Epstein oder Kopf eines schlafenden Mädchens von Constantin Brâncuși. Deutlich abstrakter sind Arbeiten wie The Visitors von Kenneth Armitage, Sitzender Mann mit Klarinette II von Jacques Lipchitz, Draped Reclining Figure von Henry Moore. Hinzu kommen abstrakte Plastiken wie Untitled (Weizengabe) von Harry Bertoia,	Dream Building II von William Christenberry, Celestial Gateway von Masayuki Nagare, Knossos II von Anthony Padovano und Helmholtzian Landscape von David Smith. Hinzu kommt das Mobile Brunette and Blonde von Alexander Calder.

### Asiatische Kunst, präkolumbianische Kunst und Kunst der Antike
Zur kleinen Sammlung mit asiatischer Kunst gehören ausschließlich Skulpturen aus Stein. So gibt es aus dem südindischen Königreich Vijayanagar eine aus Granit gefertigte Götterfigur der Parvati. Ebenfalls aus Südindien stammen eine Figur der Göttin Devi und eine Vishnu-Skulptur aus der Hoysala-Dynastie. Hinzu kommt aus Zentralindien ein mit reichem Figurenschmuck versehenes Architekturrelief aus dem 11. Jahrhundert. Aus der antiken Region Gandhara im heutigen Pakistan gibt es einen Buddhakopf und eine Figur der Bodhisattva aus der Kuschana-Zeit. Ebenfalls im Gandhara-Stil ist zudem eine Doppelfigur Panchika und Hariti aus dem südlichen Afghanistan vorhanden. Darüber hinaus findet sich in der Sammlung ein Kalksteinkopf (2.–3. Jahrhundert) des Silenos aus der römischen Provinz Syria im heutigen Libanon sowie der Kopf eines Maya-Gottes aus Campeche in Mexiko.

### Afrikanische Kunst
Die Sammlung afrikanischer Kunst besteht hauptsächlich aus überwiegend hölzernen Gesichtsmasken. Diese stammen aus West- oder Zentralafrika und sind nicht datiert. So gibt es Exemplare von dem Bambara im heutigen Mali, von den Igbo aus Nigeria, den Mende in Sierra Leone oder den Bwaba und Mossi, beide aus Burkina Faso. Aus dem Gebiet des heutigen Gabun stammen Masken der Fang und der Bapunu. Hinzu kommt eine den in Guinea lebenden Baga oder Nalu zugeordnete Maske. Weitere Masken gibt es aus dem Gebiet der Elfenbeinküste von den Baule, Bété und Senufo und aus dem Gebiet der Demokratischen Republik Kongo von den Kuba, Bembe und den Baluba oder Bassonge aus der Provinz Katanga.
Neben den Masken gibt es im Museum eine hölzerne Ahnenfigur der Hemba und einen Hocker mit weiblicher Skulptur der Baluba (beide Demokratische Republik Kongo) und eine religiöse Wächterfigur der Kota oder Obamba aus dem Gabun. Zu sehen sind zudem zwei Standfiguren der Baule von der Elfenbeinküste, eine weibliche Standfigur mit Kind der Aschanti in Ghana, ein Altarstück in Vogelform und ein hölzerner Kopfaufsatz für eine Tänzerin der Baga aus Guinea und ein Kopf aus Terrakotta der Akan aus Ghana.

### Skulpturenterrasse und Skulpturengarten
Auf der hinter dem Haus gelegenen Skulpturenterrasse befinden sich Arbeiten von namhaften Künstlern wie Hurlou und Torso gerbe von Hans Arp, Hagar in der Wüste von Jacques Lipchitz, Pomone von Aristide Maillol, Standing Figure: Knife-Edge und Three-Piece Reclining Figure No. 2: Bridge Prop von Henry Moore, Soliloquy von Isamu Noguchi und Ordalia von Francesco Somaini. Darüber hinaus sind einige Skulpturen im nördlichen Gartenbereich aufgestellt. Hierzu gehören Flame of Friendship von Leonardo Nierman, Two Lines Oblique Down, Variation III von George Rickey und Interpenetration von Lucien Wercollier sowie einige Leihgaben von lokalen Künstlern aus Washington.